# Andrzej Błasik

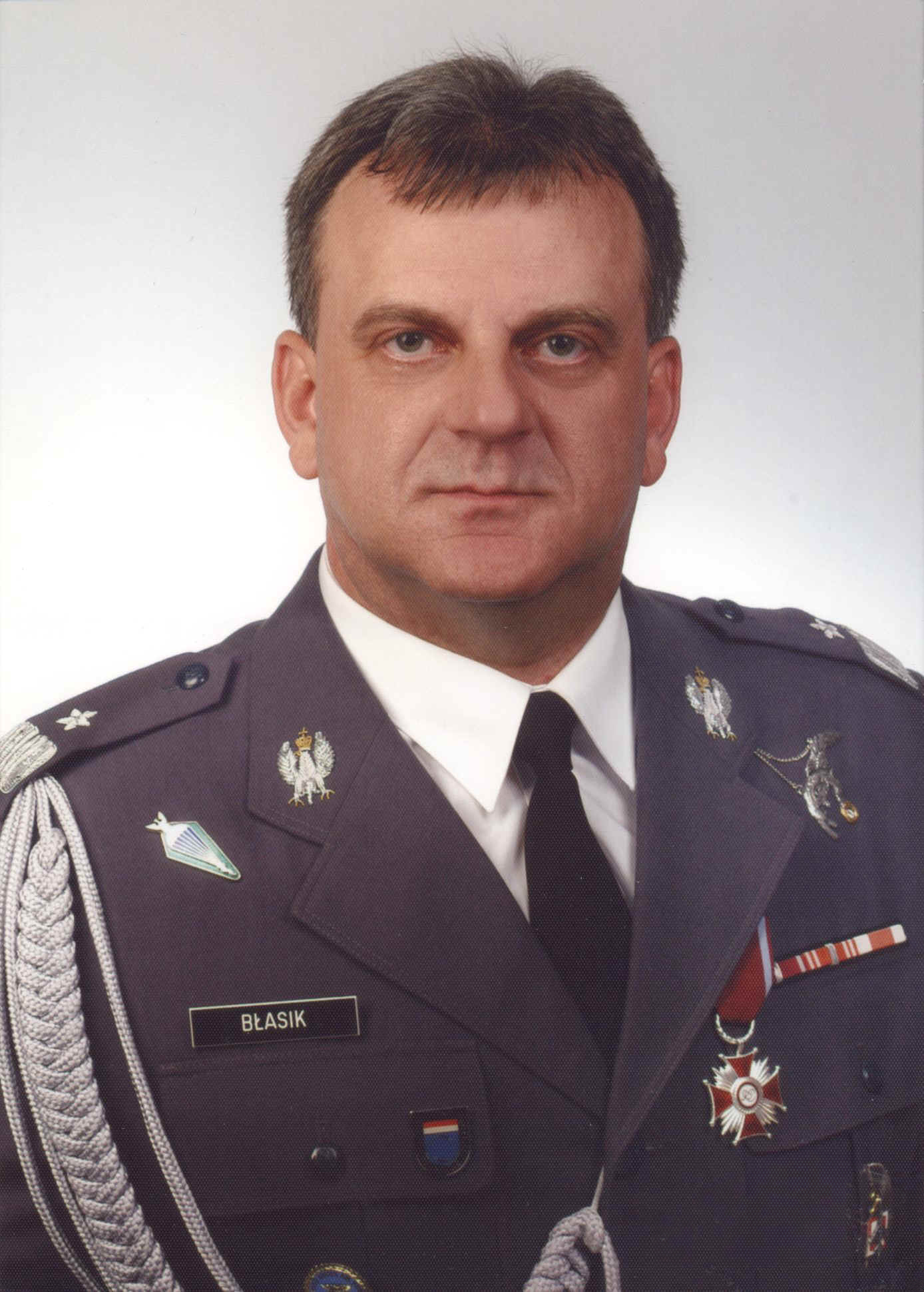
Andrzej Błasik

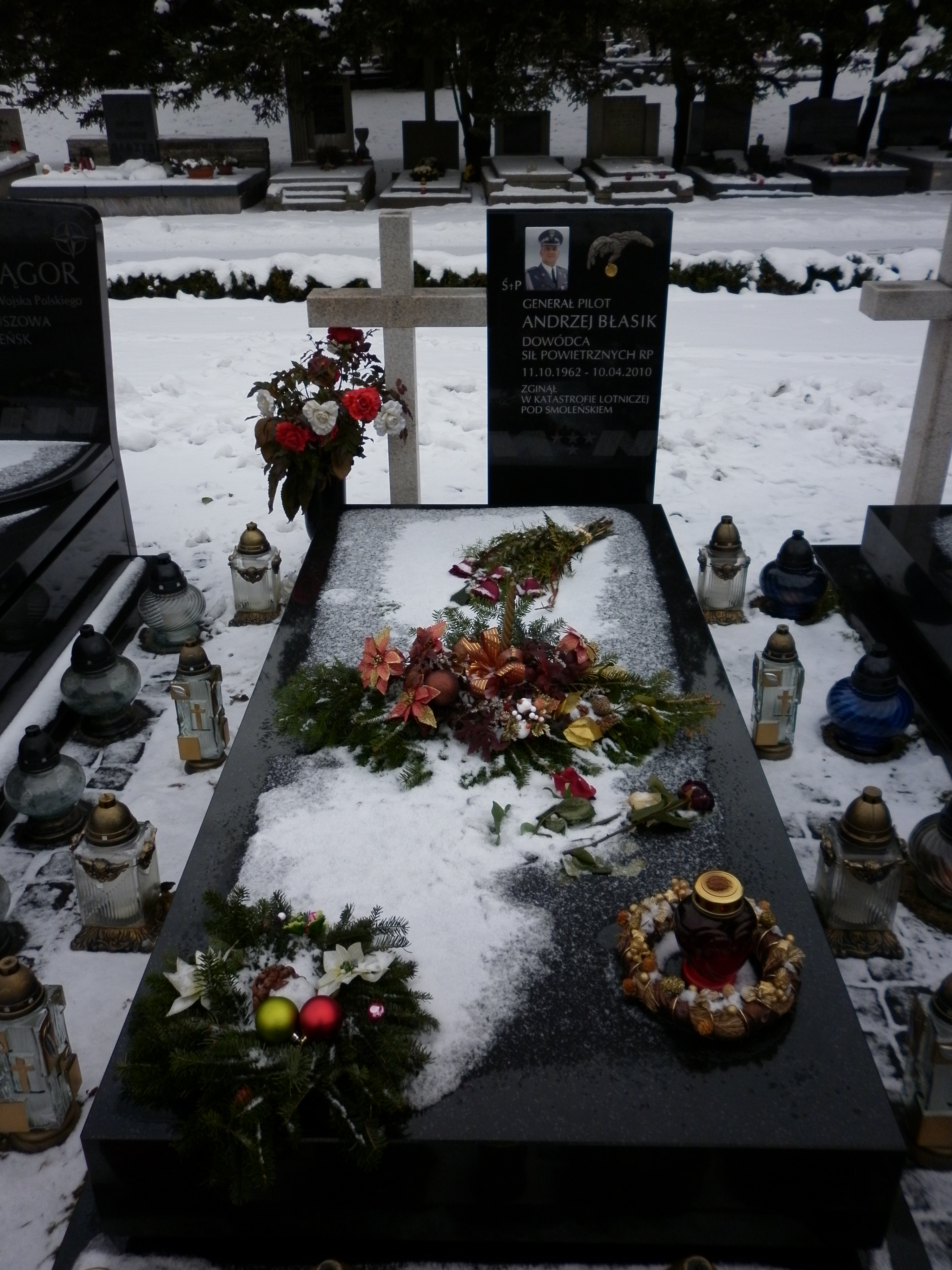
A. Błasik, Ruhestätte in Powązki

Andrzej Eugeniusz Błasik (* 11. Oktober 1962 in Poddębice, Polen; † 10. April 2010 bei Smolensk, Russland) war ein polnischer Offizier und General (OF-9) der Polnischen Streitkräfte und Befehlshaber der Polnischen Luftstreitkräfte. Er starb beim Unfall einer Tu-154 bei Smolensk in Russland.

## Ausbildung
Von 1977 bis 1981 besuchte Błasik das zur Offiziershochschule der Luftstreitkräfte in Dęblin gehörende Lyzeum. Danach studierte er an der Offiziershochschule der Polnischen Luftstreitkräfte, wo er 1985 zum Unterleutnant ernannt und in die Gruppe der Passagierflugzeugbesatzungen versetzt wurde.
Błasik diente im 8. Kampfbomber-Regiment in Mirosławiec, ehe er ab 1987 beim 40. Kampfbomberregiment in Świdwin verschiedene Verwendungen durchlief, zuletzt als Stellvertreter des Kommandeurs.
Błasik absolvierte von 1993 bis 1995 an der Akademie für Nationale Verteidigung in Warschau ein Hochschulstudium, das er als Diplommilitärwissenschaftler abschloss.

## Militärische Laufbahn
Ab 1995 diente Błasik beim Führungskommando Luftstreitkräfte/Luftverteidigung in Warschau. Dort wurde er Chefinspekteur der Abteilung Flugnavigation, Leitender Inspektor für Ausbildung und Chef der Einsatzabteilung (A 3).
2001 wurde Błasik A 3 der 2. Taktischen Luftbrigade in Posen. 2002 wurde er Kommandeur der 31. Luftwaffenbasis in Posen. Ab 2004 war Błasik Chef der Gefechtsunterstützungsdivision beim Oberkommandierenden der Luftstreitkräfte, ehe er von 2005 bis 2007 das Kommando der 2. Taktischen Luftbrigade innehatte. Am 15. August 2005 wurde Błasik zum Brigadegeneral der Flieger ernannt. Kurze Zeit später wurde er Kommandeur der Offiziershochschule der Polnischen Luftstreitkräfte. Ferner absolvierte Błasik Kurse an der Königlichen Militärakademie in Den Haag (Niederlande) sowie im Jahr 1998 und 2005 am Air War College in der Maxwell-Gunter Air Force Base (Alabama, USA).
Er absolvierte als Pilot 1300 Flugstunden. Als Fluglehrer hatte Błasik die Lizenzen für Übungsflüge unter allen Wetterbedingungen für die Flugzeuge Suchoi Su-22 und PZL TS-11 Iskra. Er flog auch das polnische Jagdflugzeug PZL-Mielec Lim-6.
Am 19. April 2007 wurde Błasik als Befehlshaber der polnischen Luftstreitkräfte berufen und zum Generalmajor der Flieger befördert. Seit dem 15. August 2007 stand er im Rang eines Generalleutnants (generał broni).
Am 10. April 2010 starb er bei dem Flugunfall von Smolensk 2010 der polnischen Regierungsmaschine vom Typ Tupolew Tu-154.
Der russische Abschlussbericht zur Unfallursache gab Błasik eine Mitschuld an dem Unfall. Er sei angetrunken gewesen und habe Druck auf die Piloten ausgeübt.
Das Institut für Gerichtsanalysen (Instytut Ekspertyz Sądowych im. prof. Jana Sehna) in Krakau hat anschließend eindeutig nachgewiesen (CVR-Decoding), dass die Błasik im russischen Abschlussbericht (MAK) zugeschriebene Stimme die Stimme des zweiten Piloten Robert Grzywna war. Somit gab es keine Beweise für die Anwesenheit Błasiks im Cockpit. Der russische Untersuchungsbericht hatte die Anwesenheit Błasiks für gegeben angesehen, da seine Leiche in der Nähe des Cockpits gefunden worden war. Błasiks Autopsiebericht (der 0,6 Promille Alkoholgehalt im Blut bescheinigte) wurde von der MAK-Internetseite gelöscht. Nach einer erneuten Untersuchung im Auftrag der polnischen Staatsanwaltschaft war er allerdings nicht angetrunken, sondern nüchtern.
Sein Nachfolger im Amt des Befehlshabers der Luftwaffe wurde am 20. Mai 2010 Lech Majewski.

## Ehrungen
- Komturkreuz des Ordens Polonia Restituta[6] – 2010, Postum
- Verdienstkreuz – Silber (2006)
- Verdienstkreuz – Bronze (1998)
- Medaille Streitkräfte im Dienste des Vaterland – Silber
- Medaille Streitkräfte im Dienste des Vaterland – Bronze
- Medaille Für Verdienste der Sicherung der Verteidigungsbereitschaft des Landes – Gold

- Commander des Ordens Legion of Merit – (2009) Für hervorragende Verdienste als Befehlshaber der Polnischen Luftstreitkräfte.[7]
- Großoffizier des Ordens für Verdienste Portugals – (2008)
- Ehrenzeichen der Polnischen Streitkräfte,  Für die Begleitung der internationalen Manöver der NATO Air Meet 2003

## Privat
Błasik war verheiratet und hatte zwei Kinder.